# Henri Chomette
Pour les articles homonymes, voir Chomette.
Henri Chomette est un réalisateur français né le 30 mars 1896 à Paris Ier et mort le 12 août 1941 à Rabat (Maroc). Frère de René Clair, il a réalisé en 1927 un reportage sur l'Indochine. Parti en repérages avec Jacques Feyder, il en reste un documentaire sur les ruines d'Angkor.

## Biographie
Henri Chomette était employé de commerce lorsqu'il s'enrôla pour la durée de la guerre en janvier 1915. Incorporé au sein du 27e régiment de dragons, il est affecté en escadron d'autos-canons en juin 1916. Promu brigadier fourrier en septembre 1916 puis maréchal des logis en septembre 1917, il est affecté à la Mission militaire française en Roumanie en juillet 1919. Il bénéficie finalement d'un congé de démobilisation le 20 septembre 1919.
Frère aîné de René Clair et plutôt méconnu, ce qui lui valut plus tard le sobriquet de Clair-obscur,, il s'intéresse d'abord - après avoir été figurant et assistant réalisateur, notamment de Jacques de Baroncelli - à la théorie cinématographique et tourne des films muets d'avant-garde qu'il qualifie de « cinéma pur », notamment Jeu des reflets et de la vitesse (1923), À quoi rêvent les jeunes filles? (1924), Cinq minutes de cinéma pur (1925).
À partir du Requin (1930), premier film parlant tourné en France, Henri Chomette décide de se détourner de la théorie et de diriger des films plus accessibles. Il part pour Berlin qui était alors la capitale du cinéma moderne en Europe et tourne des versions françaises de films allemands, pour se familiariser avec le monde des cinéastes allemands. De retour en France en 1933, son film Prenez garde à la peinture est bien accueilli, mais dans des cercles restreints. Il poursuit sa collaboration avec des cinéastes tels qu'Ucicky, et tourne en 1934 Rêve éternel avec Arnold Fanck, film de montagne dont le genre est alors très en vogue, mais la version allemande a plus de succès. 
Devenu officier de réserve en 1926, le lieutenant Henri Chomette est affecté au Service géographique de l'armée en 1935.
Après une dernière comédie Êtes-vous jalouse ? en 1937, il abandonne le cinéma commercial et se tourne pour des raisons économiques et politiques vers le cinéma des armées. 
Atteint de poliomyélite, il meurt dans l'oubli au Maroc, alors sous protectorat français.

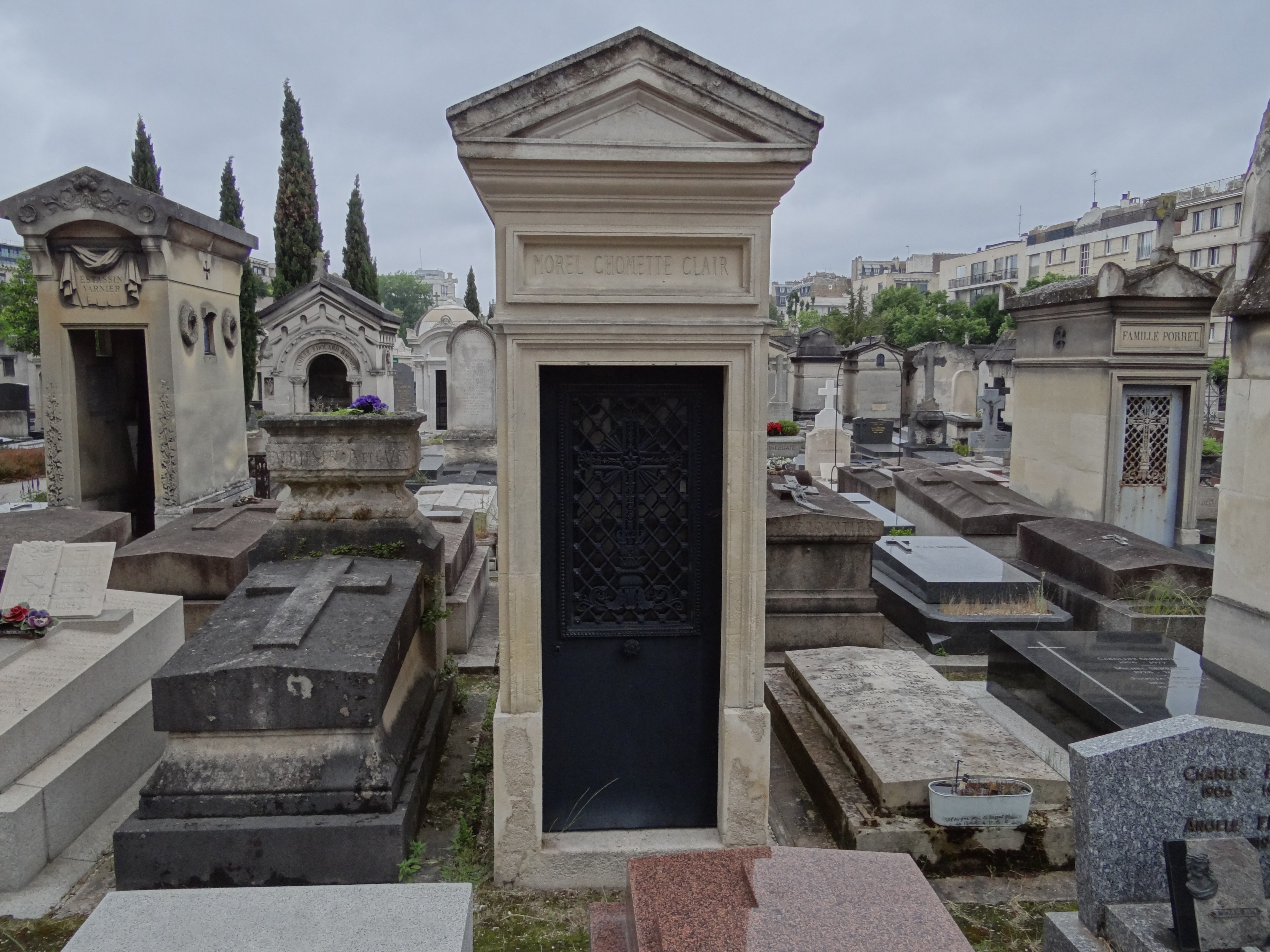
La chapelle funéraire de la famille Chomette au cimetière ancien de Neuilly-sur-Seine (Hauts-de-Seine).

Il est inhumé dans la chapelle funéraire familiale du cimetière ancien de Neuilly-sur-Seine (division 5), où l'a rejoint son frère René Clair en 1981.

## Filmographie

### Comme acteur
- 1922 : Roger la Honte, de Jacques de Baroncelli

### Comme assistant réalisateur
- 1922 : Le Carillon de Minuit, de Jacques de Baroncelli
- 1926 : La Chaussée des géants, de Robert Boudrioz et Jean Durand

### Comme réalisateur

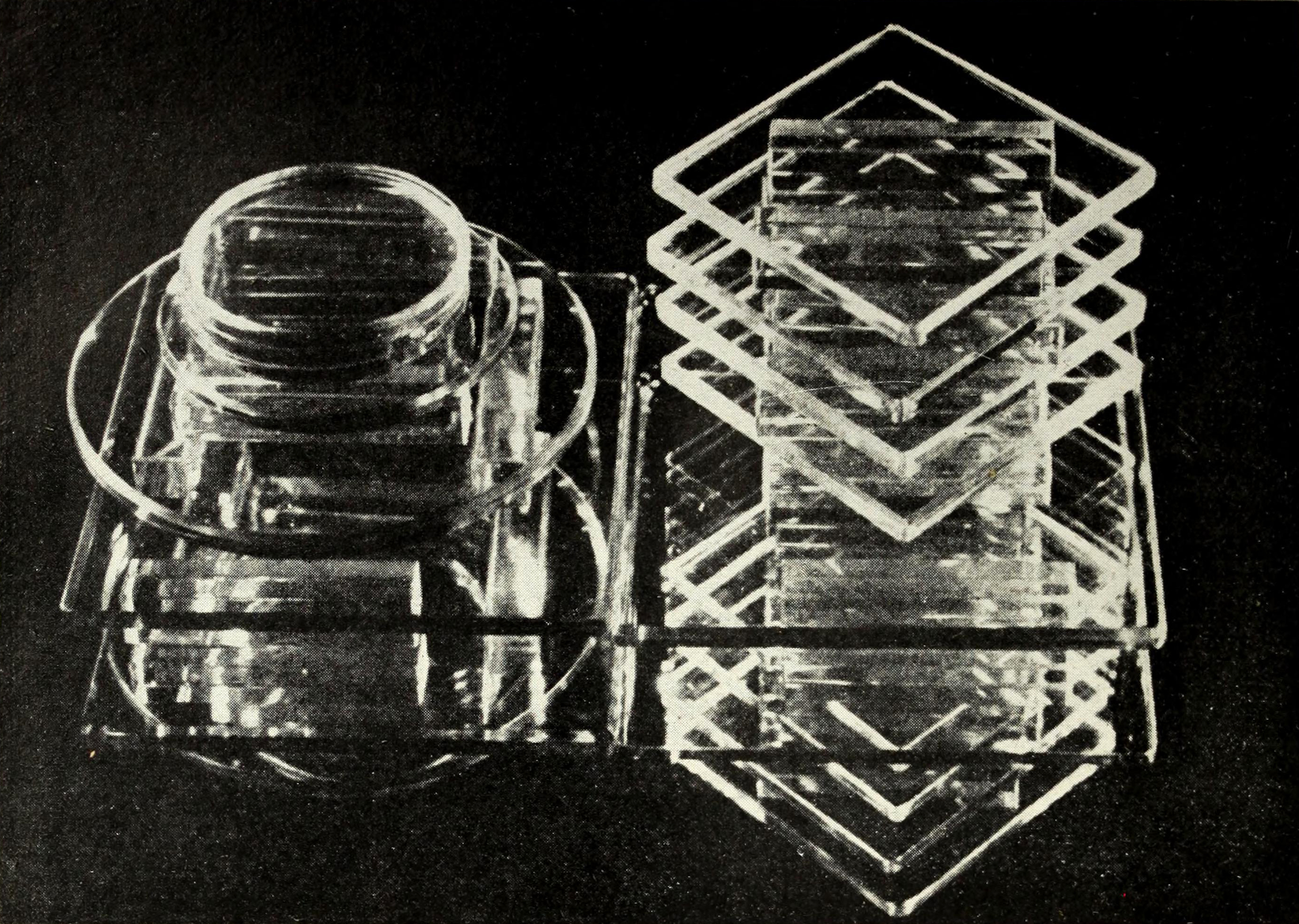
Photogramme de Cinq minutes de cinéma pur.

- 1923 : Jeux des reflets et de la vitesse
- 1925 : À quoi rêvent les jeunes filles
- 1925 : Cinq minutes de cinéma pur
- 1927 : Le Chauffeur de Mademoiselle
- 1929 : Le Requin
- 1931 : Autour d'une enquête (coréalisé par Robert Siodmak, coproduction franco-allemande)
- 1931 : Durand contre Durand
- 1932 : Le Petit Écart (coréalisateur :  Reinhold Schünzel)
- 1932 : Prenez garde à la peinture d'après René Fauchois
- 1933 : Les Fugitifs/Au Bout du monde (coréalisé par Gustav Ucicky qui en fera une version allemande ensuite (Flüchtlinge)
- 1934 : Nuit de mai (coréalisé par Gustav Ucicky qui en fera une version allemande l'année suivante (Der junge Baron Neuhaus)
- 1934 : Rêve éternel (coréalisé par Arnold Fanck qui en fait une version allemande (Der ewige Traum)
- 1935 : Le Baron tzigane (coréalisé par Karl Hartl qui en fait une version allemande (Zigeunerbaron)
- 1936 : Donogoo
- 1938 : Êtes-vous jalouse ?